# Кохоа пурпуровий
Кохо́а пурпуровий (Cochoa purpurea) — вид горобцеподібних птахів родини дроздових (Turdidae). Мешкає в Гімалаях і Південно-Східній Азії.

## Опис

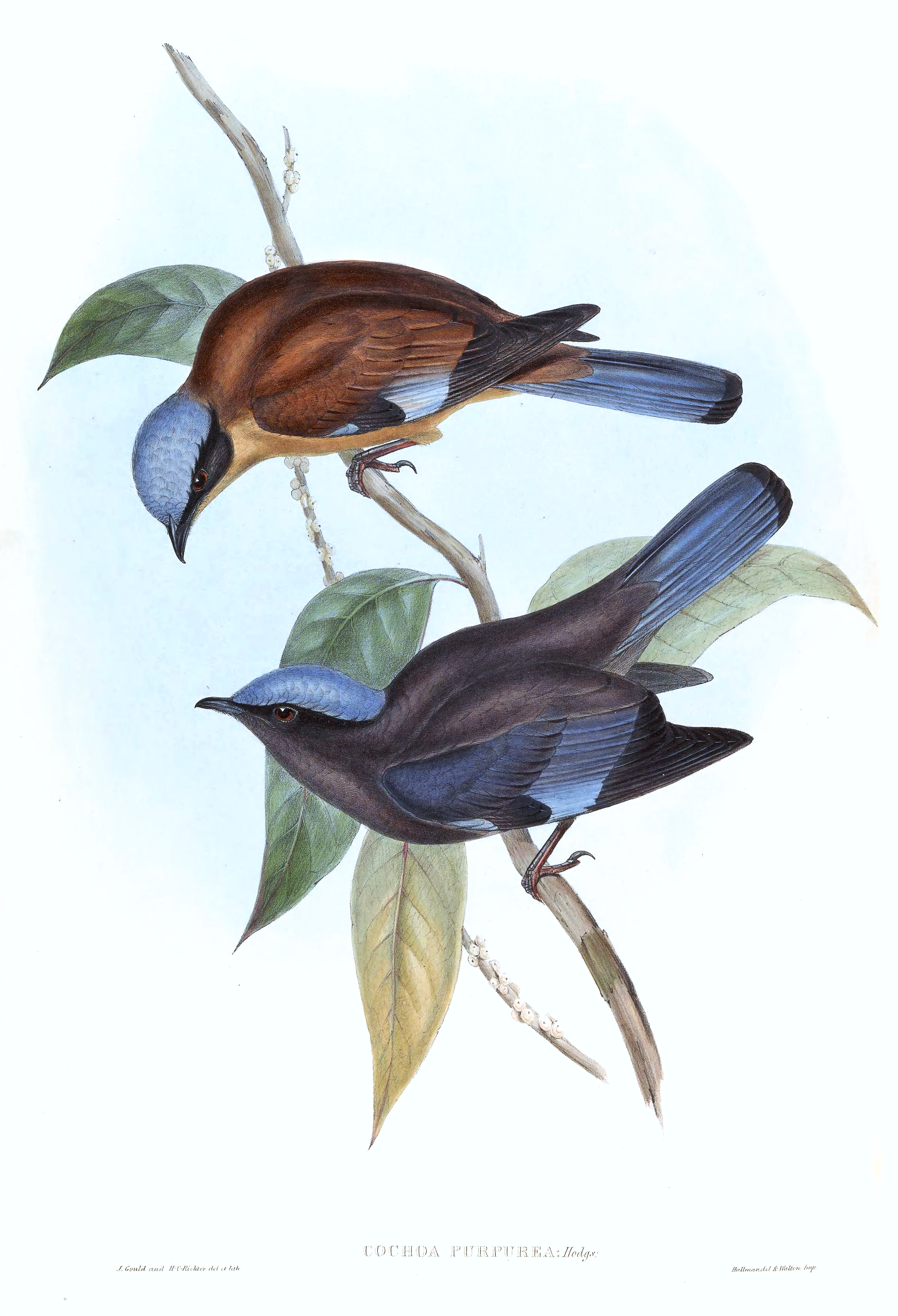
Пара пурпурових кохоа

Довжина птаха становить 25-28 см. Виду притаманний статевий диморфізм. Самці мають переважно тьмяне, пурпурово-сіре забарвлення, самиці рудуваті. Тім'я сріблясто-синє, на обличчі чорна "маска". Махові пера чорні, хвіст сріблясто-сизий, на кінці чорний.

## Поширення і екологія
Пурпурові кохоа мешкають в Гімалаях на території Індії (Уттаракханд, Сіккім, Північно-Східна Індія), Непалу і Бутану, а також на півдні Китаю, в М'янмі, на півночі Лаосу і В'єтнаму та на північному заході Таїланду, трапляються на півночі Бангладеш. Вони живуть в кронах вологих гірських і рівнинних тропічних лісів. Зустрічаються на висоті від 1000 до 3000 м над рівнем моря. Живляться ягодами, комахами і молюсками. Сезон розмноження триває з травня по липень. Гніздо чашоподібне, розміщується на дереві, в розвилці між гілками. В кладці 3 зеленуватих яйця, поцяткованих темними плямками.